# جبل فرواع
جبل فرواع هو ثاني أعلى جبل في السعودية، يقع على بعد 115 كيلومترا جنوب أبها قرب محافظة الحرجة بالتحديد في الجهة الغربية. يبلغ ارتفاعه 3,009 م (9,872 قدم). يطل على مركز الجوة التابع لمحافظة الفرشة ويتميز بكبر مساحة سطحه